# Justinus de Jacobis
Justinus de Jacobis CM, (it.: Giustino Sebastiano Pasquale) auch Justin De Jacobis (* 9. Oktober 1800 in San Fele, Region Basilikata, Italien; † 31. Juli 1860 in Aligadé, Eritrea) ist ein Heiliger der Römisch-katholischen Kirche. Er war Missionsbischof und Apostolischer Vikar des ehemaligen Apostolischen Vikariats Abessinien. Er trägt den Beinamen „Apostel von Abessinien“.

## Leben
Justinus de Jacobis war das siebte von vierzehn Kindern. Als seine Familie nach Neapel zog, kam Justinus zum ersten Mal mit einem Karmelitenpater zusammen. Der Pater wurde sein Seelsorger und Beichtvater. Justinus trat im achtzehnten Lebensjahr in die Ordensgemeinschaft der Lazaristen (CM) in Neapel ein. Am 12. Juni 1824 wurde er in Brindisi zum Ordenspriester geweiht und war zunächst in der Volksmission tätig. Sein Orden, ein Missionsorden, sandte ihn 1839 in das damalige Abessinien. Hier übernahm er die Aufgabe des Apostolischen Präfekten von Abessinien und ist der Gründer der heutigen Erzeparchie Addis Abeba. 1847 erhielt er die Ernennung zum Apostolischen Vikar von Abessinien und wurde 1849 zum Bischof geweiht. Seine missionarischen Erfolge fanden bei der Äthiopisch-Koptischen Kirche nicht immer Zustimmung. So kam es zu Streitigkeiten und Verhaftungen. Als Justinus wieder einmal im Gefängnis einsitzen musste, rief er Frankreich als Vermittler an. Er wurde daraufhin aus dem Land verwiesen und lebte bis zu seinem Tod im Wüstenexil.

## Wirken
Schon zu Beginn seiner Missionsarbeit in Abessinien, dem heutigen Äthiopien, ging er auf die Kultur und die Gewohnheiten der Indigenen ein. Schon bald erlernte er die Sprache Tigre und eine weitere Semitische Sprache, er verband damit die liturgische Tradition der Koptischen Gemeinden. Mit dieser so genannten Volksnähe gewann er das Vertrauen der Menschen und konnte für die Römisch-katholische Kirche eine erfolgreiche Missionierung vorantreiben. In seinem Wirken ging er so weit, dass er sich selbst als Einheimischer fühlte und deren Lebensstil übernahm. Es gelang ihm, ebenfalls den Klerus aus der einheimischen Bevölkerung anzuwerben und auszubilden, hierzu errichtete er ein mobiles Priesterseminar.

## Apostel von Abessinien
Mit der Gründung der Apostolischen Präfektur Abessinien durch Papst Gregor XVI. (1831–1846) im Jahre 1839 übernahm Justinus das Amt des Apostolischen Präfekten. Als die Präfektur 1847 zum Apostolischen Vikariat erhoben wurde, übernahm er am 2. Dezember 1847 das Amt des Apostolischen Vikars von Abessinien. Am 8. Januar 1849 wurde Justinus de Jacobi zum Titularbischof von Nilopolis ernannt und zum Bischof geweiht. Aus dem Apostolischen Vikariat Abessinien wurde 1937 das Apostolische Vikariat Addis Abeba errichtet, und hieraus entstand das heutige Erzbistum Addis Abeba. Die Gründerzeit ist somit auf Justinus zurückzuführen, seine volksnahe Missionsarbeit brachte ihm den Beinamen „Apostel von Abessinien“ ein.

## Kanonisation
Der Heiligsprechungsprozess für Justinus de Jacobis wurde am 13. Juli 1904 eröffnet. Justinus wurde am 26. Juni 1939 von Papst Pius XII. seliggesprochen. Der Heiligsprechungsprozess wurde am 26. Oktober 1975 mit der Heiligsprechung durch Papst Paul VI. abgeschlossen. Als Kirchengedenktag wurde der 31. Juli (sein Todestag) festgelegt. Zum 150. Gedenktag besuchte Papst Benedikt XVI. das Päpstliche Äthiopische Kolleg im Vatikan und führte zur Person des Heiligen aus: 

„…Mit großer Weitsicht erkannte Justin, daß die Berücksichtigung des kulturellen Kontextes ein bevorzugter Weg war, auf dem die Gnade des Herrn neue Generationen von Christen heranbilden würde. Er lernte die dortige Ortssprache und förderte die jahrhundertealte liturgische Tradition des Ritus jener Gemeinschaften, wobei er sich auch für eine wirksame ökumenische Arbeit einsetzte. Mehr als 20 Jahre lang kam sein großherziger Dienst – zunächst als Priester und später als Bischof – all jenen zugute, denen er begegnete und die er als lebendige Glieder des ihm anvertrauten Volkes liebte…“

## Nachwirkung
Nach Justinus de Jacobis ist die katholische Bildungseinrichtung Institut St. Justinus in Mariazell in Österreich benannt.